# Раєвська сільська рада (Земетчинський район)
Ра́євська сільська рада (рос. Раевский сельский совет) — сільське поселення у складі Земетчинського району Пензенської області Росії.
Адміністративний центр — село Раєво.

## Історія
2009 року було ліквідоване селище Крутий Раєвської сільради. 2010 року ліквідована Усердинська сільська рада (села Пішенське, Усердино, присілок Генералово), територія увійшла до складу Раєвської сільради.

## Населення
Населення — 1001 особа (2019; 1336 в 2010, 2052 у 2002).

## Склад
До складу сільської ради входять:
| Населений пункт      | Населення, осіб (2002) | Населення, осіб (2010) |
| -------------------- | ---------------------- | ---------------------- |
| Генералово, присілок | 39                     | 5                      |
| Дашково, селище      | 48                     | 13                     |
| Долгово, село        | 470                    | 267                    |
| Кіровський, селище   | 129                    | 59                     |
| Крутий, селище       | 7                      | -                      |
| Пішенське, село      | 160                    | 99                     |
| Раєво, село          | 668                    | 545                    |
| Табаковка, село      | 164                    | 78                     |
| Усердино, село       | 367                    | 270                    |